# Ikarus C56

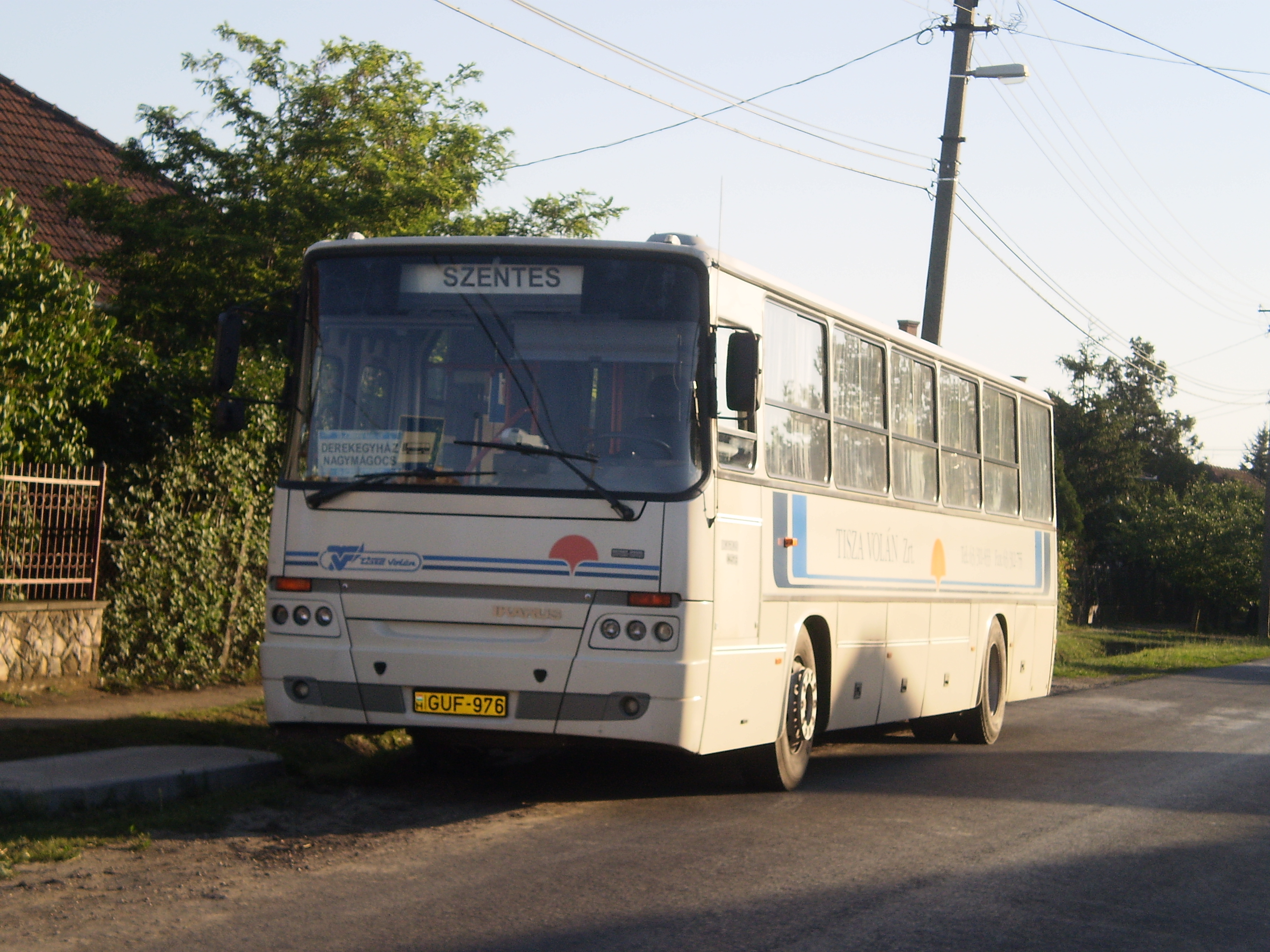
A Tisza Volán Ikarus C56 típusú autóbusza

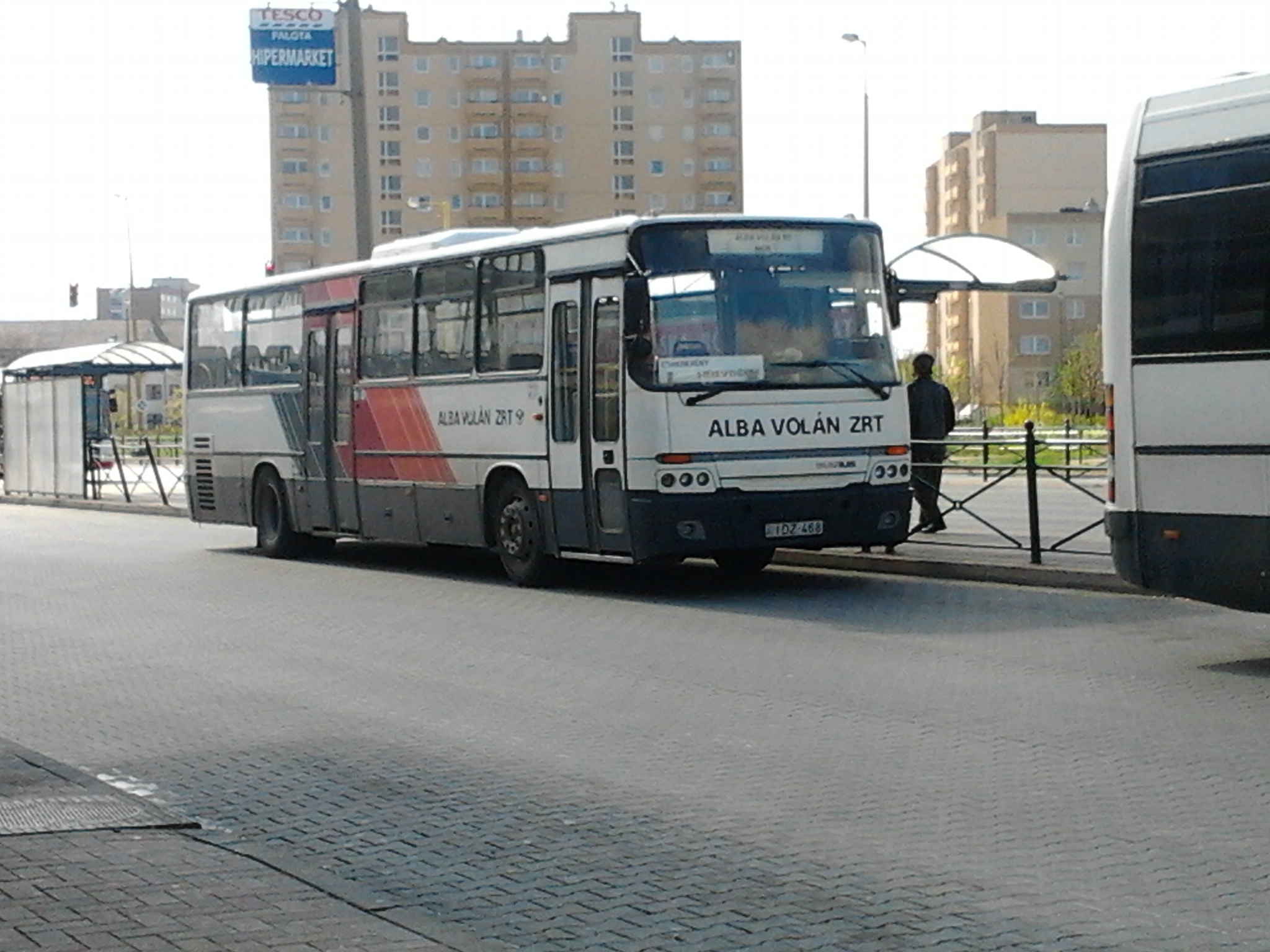
Az Alba Volán egyik C56-os típusú Ikarusa Székesfehérvárott

Az Ikarus C56-t Magyarországon a Volánbusz üzemelteti.

## Története
Exportra kettő autóbusz került a a C56.22-es altípusból. Egy demonstrátor busz Oroszországba, azon belül Moszkvába került, itthon a Hatvani Volánnál is tesztelték. Egy darab Németországba került, amelyet 2008-ban selejteztek, mert leégett. 3 darab autóbusz a C56.22-es altípusból közvetlenül magántulajdonosokhoz került. Az Arrivabus 8 darabot vásárolt a C56.42 altípusból.
Első darab: GPR-566 (Alba Volán Zrt.)
Utolsó darab: IIG-983 (Balaton Volán Zrt.)

## Altípusok
- Ikarus C56.22:

1-1-0 ajtóelrendezésű távolsági kivitelű autóbusz.
Típusba IMAG Komárom (Beeskow-i példány), IMAG Halas, IMAG Körmend ülésekkel gyártották.
- Ikarus C56.32:

1-2-0 ajtóelrendezésű távolsági autóbusz. IMAG Halas, IMAG Körmend ülésekkel gyártották.
- Ikarus C56.42:

2-2-0 ajtóelrendezésű helyközi kivitelű autóbusz. IMAG Halas, IMAG Körmend ülésekkel gyártották.
A Volán társaságoknál.
A táblázatban szereplő darabszámok 1998-tól 2015-ig terjedő időszak állományi adatait mutatják. A járművek nagy része már nincsen forgalomban.
| Volán          | C56.22 | C56.32 | C56.42 | Összesen | Jogutód   |
| -------------- | ------ | ------ | ------ | -------- | --------- |
| Agria Volán    | 16     | 2      | 3      | 21       | KMKK      |
| Alba Volán     | 10     | 0      | 26     | 36       | KNYKK     |
| Bács Volán     | 7      | 2      | 2      | 11       | DAKK      |
| Bakony Volán   | 1      | 2      | 12     | 15       | ÉNYKK     |
| Balaton Volán  | 7      | 6      | 5      | 18       | ÉNYKK     |
| Borsod Volán   | 4      | 0      | 32     | 36       | ÉMKK      |
| Gemenc Volán   | 21     | 2      | 0      | 23       | DDKK      |
| Hajdú Volán    | 6      | 2      | 4      | 12       | ÉMKK      |
| Hatvani Volán  | 5      | 0      | 0      | 5        | KMKK      |
| Jászkun Volán  | 5      | 0      | 12     | 17       | KMKK      |
| Körös Volán    | 2      | 0      | 9      | 11       | DAKK      |
| Kunság Volán   | 1      | 0      | 0      | 1        | DAKK      |
| Mátra Volán    | 6      | 0      | 6      | 12       | KMKK      |
| Nógrád Volán   | 0      | 0      | 13     | 13       | KMKK      |
| Pannon Volán   | 14     | 0      | 34     | 48       | DDKK      |
| Somló Volán    | 0      | 0      | 5      | 5        | ÉNYKK     |
| Szabolcs Volán | 3      | 0      | 11     | 14       | ÉMKK      |
| Tisza Volán    | 0      | 0      | 27     | 27       | DAKK      |
| Vasi Volán     | 2      | 1      | 2      | 5        | ÉNYKK     |
| Vértes Volán   | 12     | 0      | 14     | 26       | KNYKK     |
| Zala Volán     | 0      | 0      | 5      | 5        | ÉNYKK     |
| Volánbusz      | 4      | 0      | 21     | 25       | Volánbusz |
| Összesen       | 126    | 17     | 243    | 386      |           |

A korábbi Volán-társaságok 2015. január 1-jével beolvadtak a területi Közlekedési Központokba.
| Volán     | C56.22 | C56.32 | C56.42 | Összesen |
| --------- | ------ | ------ | ------ | -------- |
| DDKK      | 35     | 2      | 34     | 71       |
| DAKK      | 10     | 2      | 38     | 50       |
| ÉMKK      | 13     | 2      | 45     | 60       |
| ÉNYKK     | 10     | 8      | 29     | 47       |
| KMKK      | 29     | 2      | 34     | 65       |
| KNYKK     | 22     | 0      | 39     | 61       |
| Volánbusz | 4      | 0      | 21     | 25       |
| Összesen  | 123    | 16     | 240    | 379      |

A Közlekedési Központok járműveit 2019. október 1-jén a Volánbusz vette át.
Frissítve: 2019. október 1.
|           | C56.22 | C56.32 | C56.42 | Összesen |
| --------- | ------ | ------ | ------ | -------- |
| Volánbusz | 116    | 16     | 225    | 357      |
| Összesen  | 116    | 16     | 225    | 357      |

Frissítve: 2025. január 1.
|           | C56.22 | C56.32 | C56.42 | Összesen |
| --------- | ------ | ------ | ------ | -------- |
| Volánbusz | 54     | 9      | 88     | 151      |
| Összesen  | 54     | 9      | 88     | 151      |